# Hironaga Ryotaro
Hironaga Ryotaro (廣永 遼太郎, sinh ngày 9 tháng 1 năm 1990) là một cầu thủ bóng đá người Nhật Bản thi đấu cho Sanfrecce Hiroshima.

## Thống kê câu lạc bộ
Cập nhật đến ngày 23 tháng 2 năm 2017.
| Thành tích câu lạc bộ | Thành tích câu lạc bộ | Thành tích câu lạc bộ | Giải vô địch | Giải vô địch | Cúp                   | Cúp                   | Cúp Liên đoàn | Cúp Liên đoàn | Tổng cộng | Tổng cộng |
| Mùa giải              | Câu lạc bộ            | Giải vô địch          | Số trận      | Bàn thắng    | Số trận               | Bàn thắng             | Số trận       | Bàn thắng     | Số trận   | Bàn thắng |
| Nhật Bản              | Nhật Bản              | Nhật Bản              | Giải vô địch | Giải vô địch | Cúp Hoàng đế Nhật Bản | Cúp Hoàng đế Nhật Bản | J. League Cup | J. League Cup | Tổng cộng | Tổng cộng |
| --------------------- | --------------------- | --------------------- | ------------ | ------------ | --------------------- | --------------------- | ------------- | ------------- | --------- | --------- |
| 2008                  | FC Tokyo              | J1 League             | 0            | 0            | 0                     | 0                     | 0             | 0             | 0         | 0         |
| 2008                  | Yokogawa Musashino    | JFL                   | 0            | 0            | -                     | -                     | -             | -             | 0         | 0         |
| 2009                  | FC Tokyo              | J1 League             | 0            | 0            | 0                     | 0                     | 0             | 0             | 0         | 0         |
| 2009                  | Fagiano Okayama       | J2 League             | 0            | 0            | 0                     | 0                     | -             | -             | 0         | 0         |
| 2010                  | Fagiano Okayama       | J2 League             | 5            | 0            | 0                     | 0                     | -             | -             | 5         | 0         |
| 2011                  | FC Tokyo              | J2 League             | 0            | 0            | 0                     | 0                     | -             | -             | 0         | 0         |
| 2012                  | FC Tokyo              | J1 League             | 0            | 0            | 0                     | 0                     | 0             | 0             | 0         | 0         |
| 2013                  | FC Tokyo              | J1 League             | 0            | 0            | 0                     | 0                     | 0             | 0             | 0         | 0         |
| 2014                  | Kataller Toyama       | J2 League             | 11           | 0            | -                     | -                     | -             | -             | 11        | 0         |
| 2015                  | Sanfrecce Hiroshima   | J1 League             | 0            | 0            | 0                     | 0                     | 0             | 0             | 0         | 0         |
| 2016                  | Sanfrecce Hiroshima   | J1 League             | 0            | 0            | 0                     | 0                     | 0             | 0             | 0         | 0         |
| Tổng                  | Tổng                  | Tổng                  | 16           | 0            | 0                     | 0                     | 0             | 0             | 16        | 0         |